# Diva Destruction
Diva Destruction ist eine US-amerikanische Gothic-Rock- und Death-Rock-Musikgruppe, die 1998 von Debra Fogarty in Los Angeles gegründet wurde. Der Name des Projektes, Diva Destruction, ist mehrdeutig. Er kann einerseits eine zerstörte Diva bezeichnen, oder aber eine zerstörende Diva. Die Texte von Diva Destruction behandeln überwiegend intensive Gefühlswelten, sowohl positiver, als auch negativer Art. Die Musik ist inspiriert von Bands wie The Sisters of Mercy, Siouxsie and the Banshees und London After Midnight.

## Geschichte
Ursprünglich als Soloprojekt gestartet, durchliefen im Laufe der Jahre mehrere Musiker die Band, stets hinter Frontfrau Fogarty, die eine klassische Gesangsausbildung und Ausbildung zur Pianistin absolvierte. Das erste Album, das 1999 produzierte und 2000 erschienene Passion's Price, wurde von Debra Fogarty geschrieben, von ihr und Severina Del Sol eingesungen und von weiteren Gastmusikern mit eingespielt. Die Veröffentlichung des Debütalbums, unter dem deutschen Label Alice in..., brachte Diva Destruction wohlwollende Kritik seitens der Fachpresse ein.
Nachdem Severina Del Sol das Projekt verließ, festigte sich ein Mitgliedergefüge mit den Musikern Debra, Sharon, Jimmy Cleveland und Benn Ra. Im Zwischenfall in Bochum bestritt die Band am 21. Juli 2001 ihr erstes Europakonzert. Mehrere Festivalauftritte, wie beim Wave-Gotik-Treffen (2002, 2004 erneut) trugen zum weiter steigenden Bekanntheitsgrad bei. Das 2003 erschienene Nachfolgealbum Exposing the Sickness führte den Musikstil wie gewohnt fort, klingt jedoch aggressiver und härter als das Debüt.
Das dritte Album (Run Cold, 2006) wurde von Debra Fogarty solo geschrieben und produziert.
Die Single Break Free wird am 4. Dezember 2023 auf verschiedenen Streaming-Websites veröffentlicht.

## Diskografie
- 2000: Passion's Price
- 2003: Exposing the Sickness
- 2006: Run Cold
- 2023: Break Free (Single)